# Pustelpilzverwandte
Die Pustelpilzverwandten (Nectriaceae) sind eine Familie aus der Ordnung der Krustenkugelpilzartigen (Hypocreales). Neben saprobiontischen Arten befinden sich ökonomisch wichtige Pflanzenparasiten in dieser Familie.

## Merkmale
Sie bilden als Fruchtkörper kleine kugelige Perithecien mit häutigen Peridien aus. Sie sind meist orangerot bis violett gefärbt, mit Kaliumhydroxid oder Milchsäure verändern sie ihre Farbe. Die Öffnung des Peritheciums (Ostiolum) ist durch Periphysen verdeckt. Die Schläuche sind zylindrisch und dünnwandig und oft mit einem kleinen apikalen Ring. Die Ascosporen sind normalerweise querseptiert, hyalin bis gelb oder hellbraun, manchmal auch ornamentiert. Die Nebenfruchtform bildet zahlreiche Hyphen aus, ist hyalin oder hell gefärbt, die Konidien sind sehr variabel in ihrer Form, oft aber gekurvt und können in speziellen Strukturen, sogenannten Sporodochien oder auch Synemmata gebildet werden.

## Ökologie und Verbreitung
Die Pustelpilzverwandten leben meist saprobiontisch oder parasitisch auf verschiedenem Pflanzenmaterial, können aber auch aus dem Boden isoliert werden. Unter ihnen befinden sich wichtige Pflanzenschädlinge, die verschiedene Krankheiten wie zum Beispiel die Fusarium-Welke auslösen können. Die Familie hat eine kosmopolitische Verbreitung.

## Taxonomie
Die Nectriaceae beinhalteten ursprünglich alle Pyrenomyceten, also solche Pilze, die als Fruchtkörper Perithecien ausbilden. Erst 1999 wurden die Bionectriaceae aufgrund ihrer zum Teil mycophagen, also sich von anderen Pilzen ernährenden Lebensweise und auch aufgrund molekularbiologischer Merkmale als eigene Familie zusammengefasst.

## Ausgewählte Gattungen
Die Nectriaceae enthalten Teleomorphen- und Anamorphengattungen. Die folgende (unvollständige) Tabelle gibt einen groben Anhaltspunkt über die Zugehörigkeiten der Gattungsvertreter.
| Teleomorphengattung                                                                                             | Anamorphengattung           |
| --- | --------------------------- |
| Albonectria | Fusarium                    |
| Allonectella |                             |
| Calonectria | Cylindrocladium             |
| Cosmospora | Acremonium                  |
| Cosmospora | Verticillium                |
| Dialonectria Aufsitzender Pustelpilz (Dialonectria episphaeria)                                                 | Fusarium                    |
| Gibberella Gibberella zeae                                                                                      | Fusarium                    |
| Haematonectria                                                                                                  | Fusarium                    |
| Pustelpilze (Nectria) Zinnoberroter Pustelpilz (Nectria cinnabarina) Nectria galligena, Erreger des Baumkrebses | Tubercularia                |
| Neonectria Neonectria radicicola                                                                                | Cylindrocarpon              |
| Teleomorphen unbekannt                                                                                          | Fusarium Fusarium oxysporum |